# سان لويس (أريزونا)
سان لويس (بالإنجليزية: San Luis, Arizona)‏ هي مدينة تقع في مقاطعة يوما، أريزونا بولاية أريزونا في الولايات المتحدة. تأسست عام 1930، تبلغ مساحتها 68.5 (كم²)، وترتفع عن سطح البحر 40 م، بلغ عدد سكانها 25505 نسمة في عام 2010 حسب إحصاء مكتب تعداد الولايات المتحدة وتصل الكثافة السكانية فيها 316 نسمة/كم2.

## التركيبة السكانية
حدّد مكتب تعداد الولايات المتحدة بيانات التركيبة السكانية لسان لويس في تعداد الولايات المتحدة. في ما يلي، التركيبة السكانية حسب تعدادي 2000 و2010.

### تعداد عام 2000
بلغ عدد سكان سان لويس 15,322 نسمة بحسب تعداد عام 2000، وبلغ عدد الأسر 3,018 أسرة وعدد العائلات 2,876 عائلة مقيمة في المدينة. في حين سجلت الكثافة السكانية 173.5 نسمة لكل كيلومتر مربع (449.4/ميل2). وبلغ عدد الوحدات السكنية 3,325 وحدة بمتوسط كثافة قدره 37.6 لكل كيلومتر مربع (97.4/ميل2).
وتوزع التركيب العرقي للمدينة بنسبة 58.78% من البيض و2.95% من الأمريكيين الأفارقة و1.46% من الأمريكيين الأصليين و0.16% من الأمريكيين ذوي الأصول الآسيوية و0.02% من سكان جزر المحيط الهادئ و34.36% من الأعراق الأخرى و2.26% من عرقين مختلطين أو أكثر و89.13% من الهسبانيون أو اللاتينيون من أي عرق.
بلغ عدد الأسر 3,018 أسرة كانت نسبة 79.5% منها لديها أطفال تحت سن الثامنة عشر تعيش معهم، وبلغت نسبة الأزواج القاطنين مع بعضهم البعض 72.1% من أصل المجموع الكلي للأسر، ونسبة 18.9% من الأسر كان لديها معيلات من الإناث دون وجود شريك، بينما كانت نسبة 4.3% من الأسر لديها معيلون من الذكور دون وجود شريكة وكانت نسبة 4.7% من غير العائلات. تألفت نسبة 3.9% من أصل جميع الأسر من عدة أفراد يعيشون في نفس المنزل ونسبة 1.5% كانت تتألف من شخص يعيش بمفرده يبلغ من العمر 65 عاماً أو أكثر. وبلغ متوسط حجم الأسرة المعيشية 4.31، أما متوسط حجم العائلات فبلغ 4.38.
بلغ العمر الوسطي للسكان 25.8 عاماً. وكانت نسبة 35.6% من القاطنين تحت سن الثامنة عشر، وكانت نسبة 9% بين الثامنة عشر والرابعة والعشرين عاماً، ونسبة 24.5% كانت واقعةً في الفئة العمرية ما بين الخامسة والعشرين والرابعة والأربعين عاماً، ونسبة 11.9% كانت ما بين الخامسة والأربعين والرابعة والستين، ونسبة 3.9% كانت ضمن فئة الخامسة والستين عاماً فما فوق. يوجد لكل 100 أنثى 92.4 ذكر، ويوجد لكل 100 أنثى في الثامنة عشر من عمرها فما فوق 87.5 ذكر.
بلغ متوسط دخل الأسرة في المدينة 22,966 دولارًا، أما متوسط دخل العائلة فبلغ 22,368 دولارًا. وكان متوسط دخل الذكور 20,770 دولارًا مقابل 14,149 دولارًا للإناث. وسجل دخل الفرد الخاص بالمدينة 5,377 دولارًا. وكانت نسبة 36.3% من العائلات ونسبة 35.8% من السكان تحت خط الفقر، وكان من هؤلاء نسبة 38.7% تحت سن الثامنة عشر ونسبة 44.3% في الخامسة والستين من العمر وما فوق.

### تعداد عام 2010
بلغ عدد سكان سان لويس 25,505 نسمة بحسب تعداد عام 2010، وبلغ عدد الأسر 5,953 أسرة وعدد العائلات 5,528 عائلة مقيمة في المدينة. في حين سجلت الكثافة السكانية 288.8 نسمة لكل كيلومتر مربع (748.0/ميل2). وبلغ عدد الوحدات السكنية 6,525 وحدة بمتوسط كثافة قدره 73.9 لكل كيلومتر مربع (191.4/ميل2).
وتوزع التركيب العرقي للمدينة بنسبة 63.20% من البيض و0.34% من الأمريكيين الأفارقة و0.48% من الأمريكيين الأصليين و0.18% من الأمريكيين ذوي الأصول الآسيوية و0.07% من سكان جزر المحيط الهادئ و32.91% من الأعراق الأخرى و2.82% من عرقين مختلطين أو أكثر و98.69% من الهسبانيون أو اللاتينيون من أي عرق.
بلغ عدد الأسر 5,953 أسرة كانت نسبة 71.5% منها لديها أطفال تحت سن الثامنة عشر تعيش معهم، وبلغت نسبة الأزواج القاطنين مع بعضهم البعض 67% من أصل المجموع الكلي للأسر، ونسبة 19.8% من الأسر كان لديها معيلات من الإناث دون وجود شريك، بينما كانت نسبة 6% من الأسر لديها معيلون من الذكور دون وجود شريكة وكانت نسبة 7.1% من غير العائلات. تألفت نسبة 5.7% من أصل جميع الأسر من عدة أفراد يعيشون في نفس المنزل ونسبة 2.4% كانت تتألف من شخص يعيش بمفرده يبلغ من العمر 65 عاماً أو أكثر. وبلغ متوسط حجم الأسرة المعيشية 4.20، أما متوسط حجم العائلات فبلغ 4.33.
بلغ العمر الوسطي للسكان 25.5 عاماً. وكانت نسبة 36.9% من القاطنين تحت سن الثامنة عشر، وكانت نسبة 12.4% بين الثامنة عشر والرابعة والعشرين عاماً، ونسبة 26.2% كانت واقعةً في الفئة العمرية ما بين الخامسة والعشرين والرابعة والأربعين عاماً، ونسبة 18.6% كانت ما بين الخامسة والأربعين والرابعة والستين، ونسبة 5.9% كانت ضمن فئة الخامسة والستين عاماً فما فوق. وتوزع التركيب الجنسي للسكان بنسبة 49.5% ذكور و50.5% إناث.

## المناخ
يظهر الجدول التالي التغييرات المناخية على مدار السنة لسان لويس:
| البيانات المناخية لـسان لويس      | البيانات المناخية لـسان لويس | البيانات المناخية لـسان لويس | البيانات المناخية لـسان لويس | البيانات المناخية لـسان لويس | البيانات المناخية لـسان لويس | البيانات المناخية لـسان لويس | البيانات المناخية لـسان لويس | البيانات المناخية لـسان لويس | البيانات المناخية لـسان لويس | البيانات المناخية لـسان لويس | البيانات المناخية لـسان لويس | البيانات المناخية لـسان لويس | البيانات المناخية لـسان لويس |
| الشهر                             | يناير                        | فبراير                       | مارس                         | أبريل                        | مايو                         | يونيو                        | يوليو                        | أغسطس                        | سبتمبر                       | أكتوبر                       | نوفمبر                       | ديسمبر                       | المعدل السنوي                |
| --------------------------------- | ---------------------------- | ---------------------------- | ---------------------------- | ---------------------------- | ---------------------------- | ---------------------------- | ---------------------------- | ---------------------------- | ---------------------------- | ---------------------------- | ---------------------------- | ---------------------------- | ---------------------------- |
| الدرجة القصوى °ف (°م)             | 88 (31)                      | 93 (34)                      | 101 (38)                     | 106 (41)                     | 115 (46)                     | 122 (50)                     | 124 (51)                     | 119 (48)                     | 118 (48)                     | 110 (43)                     | 98 (37)                      | 89 (32)                      | 124 (51)                     |
| متوسط درجة الحرارة الكبرى °ف (°م) | 70 (21)                      | 73 (23)                      | 79 (26)                      | 86 (30)                      | 94 (34)                      | 102 (39)                     | 106 (41)                     | 105 (41)                     | 101 (38)                     | 90 (32)                      | 77 (25)                      | 68 (20)                      | 88 (31)                      |
| متوسط درجة الحرارة الصغرى °ف (°م) | 42 (6)                       | 43 (6)                       | 48 (9)                       | 53 (12)                      | 60 (16)                      | 68 (20)                      | 76 (24)                      | 78 (26)                      | 72 (22)                      | 59 (15)                      | 48 (9)                       | 41 (5)                       | 57 (14)                      |
| أدنى درجة حرارة °ف (°م)           | 19 (−7)                      | 21 (−6)                      | 27 (−3)                      | 34 (1)                       | 35 (2)                       | 50 (10)                      | 56 (13)                      | 52 (11)                      | 43 (6)                       | 33 (1)                       | 26 (−3)                      | 23 (−5)                      | 19 (−7)                      |
| الهطول إنش (مم)                   | 0.38 (9.7)                   | 0.37 (9.4)                   | 0.32 (8.1)                   | 0.12 (3.0)                   | 0.06 (1.5)                   | 0.06 (1.5)                   | 0.49 (12)                    | 0.38 (9.7)                   | 0.45 (11)                    | 0.18 (4.6)                   | 0.16 (4.1)                   | 0.72 (18)                    | 3.69 (92.6)                  |
| المصدر: weather.com               |                              |                              |                              |                              |                              |                              |                              |                              |                              |                              |                              |                              |                              |

## أعلام
- سيزار تشافيز

## وصلات خارجية
- http://www.cityofsanluis.org